# 3'-ホスホアデノシン-5'-ホスホ硫酸
3'-ホスホアデノシン-5'-ホスホ硫酸（3'-Phosphoadenosine-5'-phosphosulfate）は、アデノシンの3'と5'の位置がリン酸化し、さらに5'のリン酸に硫酸が付加した化合物である。スルホトランスフェラーゼの酵素反応で作用する補酵素である。